# Роберт Тайсон
Роберт Тайсон (англ. Robert Tyson) (19 вересня 1946) — австралійський дипломат. Надзвичайний і Повноважний Посол Австралії в Україні за сумісництвом.

## Життєпис
Народився 19 вересня 1946 року в місті Бендіго (штат Вікторія, Австралія). Закінчив Балларатський коледж (м. Балларат, штат Вікторія) та Австралійський національний університет за фахом історик, політолог. Бакалавр гуманітарних наук.
У 1971 навчався при Управлінні підготовки закордонних кадрів Міністерства закордонних справ і торгівлі (МЗСіТ) Австралії.
З 1972 по 1975 — 3-й, 2-й секретар Посольства Австралії в Новій Зеландії, м. Веллінгтон.
З 1975 по 1976 — Начальник відділу В'єтнаму МЗСіТ Австралії (м.Канберра).
З 1976 по 1979 — Перший секретар посольства Австралії в Таїланді (м.Бангкок).
З 1979 по 1980 — Начальник управління підготовки закордонних кадрів МЗСіТ Австралії (м. Канберра).
З 1980 по 1983 — Начальник міжнародного управління, директор управління Кабінету міністрів, старший радник з питань регіональних міжурядових відносин Департаменту Прем'єр-міністра і Кабінету міністрів (м. Мельбурн).
З 1984 по 1987 — Радник і заступник Глави місії Посольства Австралії в СРСР.
З 1987 по 1989 — Старший радник Управління з питань оборони і Північної Америки Департаменту Прем'єр-міністра і кабінету міністрів (м. Канберра).
З 1989 по 1993 — Генеральний Консул Австралії в м. Гонолулу, штат Гаваї (США) і в штаті Аляска, а також в Гуамі, Федеративних Штатах Мікронезії, Республіці Маршаллові Острови та в Співдружності Північних Маріанських островів.
З 1993 по 1997 — Міністр-радник у зв'язках з Конгресом США Посольства Австралії в США (м. Вашингтон).
З 1997 по 1999 — Директор паспортного управління Міністерства закордонних справ і торгівлі Австралії (м. Канберра).
З 1999 по 2000 — Директор Департаменту з питань ядерної політики Міністерства закордонних справ і торгівлі Австралії (м. Канберра).
З 2001 по 2005 — Надзвичайний і Повноважний Посол Австралії Королівстві Саудівська Аравія, а також в Бахрейні, Кувейті, Омані і Ємені.
З 2005 по 2008 — Надзвичайний і Повноважний Посол Австралії в Росії, а також в Білорусі, Грузії, Вірменії, Казахстані, Киргизстані, Молдові, Таджикистані, Туркменістані та в Узбекистані.
З 14.12.2005 по 2008 — Надзвичайний і Повноважний Посол Австралії в Україні за сумісництвом.